# Suramina
A suramina (nome comercial: Germanin) é um fármaco antiparasitário desenvolvido nos laboratórios da Bayer em 1917 e utilizado para tratar infecções por tripanossoma no homem (tripanossomíase humana, vulgarmente denominada por doença do sono)  e em algumas espécies animais, bem como em infeções por Onchocerca volvulus.
É a droga de eleição para tratamento do primeiro estágio em infeções provocadas por Trypanosoma brucei rhodesiense e segunda escolha de tratamento para casos de doença provocados por Trypanosoma brucei gambiense, sem envolvimento do sistema nervoso central (SNC).
A sua aplicação como terapêutica foi extensivamente investigada a áreas como o cancro, HIV e mais recentemente autismo. O seu uso acarreta sérios efeitos secundários pelo que a sua utilização é restrita ao meio hospitalar.[carece de fontes?]